# Muhammad ibn Su’ud ibn Abd al-Aziz Al Su’ud

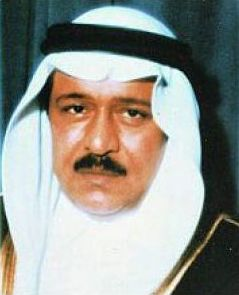

Muhammad ibn Su’ud ibn Abd al-Aziz Al Su’ud (arab. محمد بن سعود بن عبد العزيز آل سعود; ur. 21 marca 1934 w Rijadzie, zm. 8 lipca 2012) – książę saudyjski, przedsiębiorca.
Był czwartym synem króla Arabii Saudyjskiej Su’uda ibn Abd al-Aziz Al Su’uda. Pełnił funkcję szambelana (1953-1959), a następnie szefa dywanu (1959-1960). W latach 1960–1962 sprawował urząd ministra obrony. Od 1986 do 2010 zajmował stanowisko gubernatora prowincji Al-Baha. Od 2007 do śmierci  był członkiem Rady Wierności, której celem jest usprawnienie sukcesji do tronu.